# Привільне (Феодосійський район)
Приві́льне (крим. Prıvilne) — село Феодосійського району Автономної Республіки Крим.
Розташоване на заході району.
Відстань від райцентру до населеного пункта становить 53 кілометрів по прямій.